# Patrimoni dell'umanità della Danimarca
I patrimoni dell'umanità della Danimarca sono i siti dichiarati dall'UNESCO come patrimonio dell'umanità in Danimarca, la quale è divenuta parte contraente della Convenzione sul patrimonio dell'umanità il 25 luglio 1979.
Al 2025 i siti iscritti nella Lista dei patrimoni dell'umanità sono dodici, mentre cinque sono le candidature per nuove iscrizioni. Il primo sito, Tumuli, pietre runiche e chiesa di Jelling, fu iscritto nella lista nel 1994, durante la diciottesima sessione del comitato del patrimonio mondiale. Gli altri siti furono aggiunti nel 1995, 2000, 2004, 2014 (due), 2015 (due), 2017, 2018, 2023 e 2025. Otto siti sono considerati culturali, secondo i criteri di selezione, quattro naturali; due sono parte di siti transnazionali. Tre siti si trovano in Groenlandia, nazione costitutiva del Regno di Danimarca.

## Siti del Patrimonio mondiale
| Foto | Sito                                                                                | Luogo                                                                | Tipo                         | Anno      | Descrizione |
| ---- | ----------------------------------------------------------------------------------- | -------------------------------------------------------------------- | ---------------------------- | --------- | --- |
|      | Tumuli, pietre runiche e chiesa di Jelling                                          | Jelling                                                              | Culturale (697; iii)         | 1994      | I tumuli di Jelling e una delle pietre runiche sono esempi lampanti della cultura nordica pagana, mentre l'altra pietra runica e la chiesa illustrano la cristianizzazione del popolo danese verso la metà del X secolo. |
|      | Cattedrale di Roskilde                                                              | Roskilde                                                             | Culturale (695; ii, iv)      | 1995      | Costruita tra il XII e il XIII secolo, questa è stata la prima cattedrale gotica della Scandinavia ad essere costruita in mattoni e ha incoraggiato la diffusione di questo stile in tutto il nord Europa. È stato il mausoleo della famiglia reale danese dal XV secolo. Alla fine dell'Ottocento furono aggiunti portici e cappelle laterali. In questo modo fornisce una chiara panoramica dello sviluppo dell'architettura religiosa europea. |
|      | Castello di Kronborg                                                                | Helsingør                                                            | Culturale (696; iv)          | 2000      | Situato in un sito strategicamente importante che domina il Sund, lo specchio d'acqua tra Danimarca e Svezia, il castello reale di Kronborg a Helsingør (Elsinore) è di immenso valore simbolico per il popolo danese e ha svolto un ruolo chiave nella storia del nord Europa nei secoli XVI-XVIII. I lavori per la costruzione di questo eccezionale castello rinascimentale iniziarono nel 1574 e le sue difese furono rinforzate secondo i canoni dell'architettura militare del periodo alla fine del XVII secolo. È famoso in tutto il mondo come Elsinore, l'ambientazione dell'Amleto di William Shakespeare. |
|      | Fiordo ghiacciato di Ilulissat                                                      | Ilulissat Groenlandia                                                | Naturale (1149; vii, viii)   | 2004      | Situato sulla costa occidentale della Groenlandia, 250 km a nord del Circolo polare artico, il fiordo ghiacciato di Ilulissat è la foce del Sermeq Kujalleq, uno dei pochi ghiacciai attraverso i quali la calotta glaciale della Groenlandia raggiunge il mare. Il Sermeq Kujalleq è uno dei ghiacciai più veloci e attivi al mondo. Ogni anno produce più di 35 km³ di ghiaccio, ovvero il 10% della produzione di tutto il ghiaccio della Groenlandia e più di qualsiasi altro ghiacciaio al di fuori dell'Antartide. Studiato per oltre 250 anni, ha contribuito a sviluppare la nostra comprensione del cambiamento climatico e della glaciologia della calotta glaciale. La combinazione di un'enorme calotta di ghiaccio e dei suoni impressionanti di un flusso di ghiaccio in rapido movimento che si spezza in un fiordo coperto da iceberg crea un fenomeno naturale spettacolare e maestoso. |
|      | Mare dei Wadden                                                                     | Danimarca Meridionale (condiviso con Germania e Paesi Bassi)         | Naturale (1314; viii, ix, x) | 2014      | Il mare di Wadden è il più grande sistema ininterrotto di sabbie intertidali e distese di fango al mondo. Il sito copre l'area olandese di conservazione del mare di Wadden, i parchi nazionali tedeschi del mare di Wadden della Bassa Sassonia e dello Schleswig-Holstein e la maggior parte dell'area di conservazione marittima danese del mare di Wadden. È un ambiente umido costiero ampio, temperato, relativamente piatto, formato dalle intricate interazioni tra fattori fisici e biologici che hanno dato origine a una moltitudine di habitat di transizione con canali di marea, banchi sabbiosi, praterie di alghe, letti di mitili, banchi di sabbia, distese fangose, saline, estuari, spiagge e dune. L'area ospita numerose specie animali e vegetali, inclusi mammiferi marini come la foca del porto, la foca grigia e la focena. Il mare di Wadden è uno degli ultimi ecosistemi intercotidali su larga scala rimasti in cui i processi naturali continuano a funzionare in gran parte indisturbati. |
|      | Stevns Klint                                                                        | Stevns                                                               | Naturale (1416; viii)        | 2014      | Questo sito geologico comprende una scogliera costiera ricca di fossili lunga 15 km, che offre prove eccezionali dell'impatto del meteorite Chicxulub che si è schiantato sul pianeta alla fine del Cretaceo, circa 65 milioni di anni fa. I ricercatori ritengono che ciò abbia causato la più notevole estinzione di massa mai vista, responsabile della scomparsa di oltre il 50% di tutta la vita sulla Terra. Il sito ospita una registrazione della nuvola di cenere formata dall'impatto del meteorite - il sito esatto si trova sul fondo dell'oceano al largo della costa della penisola messicana dello Yucatán. Nel sito è visibile un'eccezionale documentazione fossile, che mostra la completa successione di fauna e micro-fauna che tracciano le mappe del recupero dopo l'estinzione di massa. |
|      | Insediamenti della Chiesa morava                                                    | Christiansfeld (altri 3 sono in Germania, Regno Unito e Stati Uniti) | Culturale (1468; iii, iv)    | 2015-2024 | Gli insediamenti della Chiesa morava sono un'estensione seriale transnazionale di Christiansfeld, un insediamento della Chiesa morava in Danimarca, già iscritto nella Lista del Patrimonio mondiale. L'estensione comprende tre comunità fondate nel XVIII secolo: Herrnhut in Sassonia, Bethlehem in Pennsylvania e Gracehill nell'Irlanda del Nord. Ogni insediamento ha il proprio carattere architettonico basato sugli ideali della Chiesa morava ma adattato alle condizioni locali. Insieme rappresentano la portata transnazionale e la coerenza della comunità internazionale morava come rete globale. In ogni parte componente è presente una congregazione attiva, dove le tradizioni continuano e costituiscono un'eredità moraviana vivente. |
|      | Paesaggio della caccia par force nella Selandia settentrionale                      | Fredensborg, Gribskov, Hillerød, Lyngby-Taarbæk                      | Culturale (1469; ii, iv)     | 2015      | Situato a circa 30 km a nord-est di Copenaghen, questo paesaggio culturale comprende le due foreste di caccia di Store Dyrehave e Gribskov, così come il parco di caccia di Jægersborg Hegn/Jægersborg Dyrehave. Questo è un paesaggio progettato in cui i re danesi e la loro corte praticavano la caccia par force, o la caccia con i segugi, che raggiunse il suo apice tra il XVII e la fine del XVIII secolo, quando i monarchi assoluti lo trasformarono in un paesaggio di potere. Con i percorsi di caccia disposti in un sistema a stella, combinati con uno schema a griglia ortogonale, pali di pietra numerati, recinzioni e un capanno da caccia, il sito dimostra l'applicazione dei principi paesaggistici barocchi alle aree boschive. |
|      | Kujataa in Groenlandia: agricoltura nordica e inuit al bordo della calotta glaciale | Kujalleq Groenlandia                                                 | Culturale (1536; v)          | 2017      | Kujataa è un paesaggio agricolo subartico situato nella regione meridionale della Groenlandia. Testimonia le storie culturali dei cacciatori-contadini norvegesi che iniziarono ad arrivare dall'Islanda nel X secolo e dei cacciatori e delle comunità agricole Inuit che si svilupparono a partire dalla fine del XVIII secolo. Nonostante le loro differenze, le due culture, la norvegese europea e l'inuit, hanno creato un paesaggio culturale basato sull'agricoltura, il pascolo e la caccia ai mammiferi marini. Il paesaggio rappresenta la prima introduzione dell'agricoltura nell'Artico e l'espansione nordica degli insediamenti oltre l'Europa. |
|      | Aasivissuit - Nipisat, terreno di caccia inuit tra ghiaccio e mare                  | Qeqqata Groenlandia                                                  | Culturale (1557; v)          | 2018      | Situata all'interno del Circolo polare artico nella parte centrale della Groenlandia occidentale, la proprietà contiene i resti di 4.200 anni di storia umana. Si tratta di un paesaggio culturale che testimonia la caccia di animali terrestri e marini da parte dei suoi creatori, le migrazioni stagionali e un patrimonio culturale materiale e immateriale ricco e ben conservato legato al clima, alla navigazione e alla medicina. Le caratteristiche della proprietà includono grandi case invernali e prove della caccia ai caribù, nonché siti archeologici delle culture Paleo-Inuit (Cultura Saqqaq e Cultura Dorset) e Inuit. Il paesaggio culturale comprende sette località chiave, da Nipisat a ovest ad Aasivissuit, vicino alla calotta glaciale a est. Porta testimonianza della resilienza delle culture umane della regione e delle loro tradizioni di migrazione stagionale. |
|      | Fortezze ad anello dell'età vichinga                                                | Vesthimmerland, Mariagerfjord, Odense, Slagelse, Køge                | Culturale (1660; iii, iv)    | 2023      | Questi cinque siti archeologici comprendono un sistema di monumentali fortezze di età vichinga a forma di anello che condividono un disegno geometrico uniforme. Costruite tra il 970 e il 980 d.C. circa, le fortezze di Aggersborg, Fyrkat, Nonnebakken, Trelleborg e Borgring erano posizionate strategicamente vicino a importanti rotte terrestri e marittime e ciascuna utilizzava la topografia naturale del paesaggio circostante per scopi difensivi. Sono una dimostrazione emblematica del potere centralizzato della dinastia Jelling e una testimonianza delle trasformazioni socio-politiche che il regno danese subì alla fine del X secolo. |
|      | Møns Klint                                                                          | Møn                                                                  | Naturale (1728; viii)        | 2025      | Caratterizzata da un suggestivo paesaggio glaciotettonico plasmato dai ghiacciai del Pleistocene, il sito comprende scogliere di gesso, dolci colline, topografia di kame e kettle e pianure fluvioglaciali. Le sezioni trasversali visibili delle scogliere rivelano un'intensa piegatura e fagliazione del gesso del Cretaceo e dei sedimenti quaternari. L'area include habitat rari come praterie calcaree e faggete, che ospitano una flora e una fauna diversificate, tra cui 18 specie di orchidee e la Phengaris arion, quasi a rischio di estinzione. L'erosione porta alla luce fossili e rimodella le scogliere. |

## Siti candidati
| Foto | Sito | Luogo                                    | Tipo                             | Anno       | Descrizione |
| ---- | --- | ---------------------------------------- | -------------------------------- | ---------- | --- |
|      | Amalienborg e il suo quartiere | Copenaghen                               | Culturale (179; i, ii, iv)       | 01/09/1993 | Il quartiere è un'estensione del XVIII secolo della città medievale di Copenaghen. La sua piazza ottagonale centrale e le sue due strade assiali furono tracciate per celebrare il giubileo dei 300 anni della dinastia reale. I ricchi cittadini costruirono le loro case qui secondo uno schema di facciata elaborato dal principale architetto danese del periodo, Niels Eigtved. Sempre a questi si devono i quattro palazzi quasi identici sulla piazza centrale, che contengono alcuni degli interni più fastosi del paese. Il culmine del tutto è una chiesa a cupola che, tuttavia, fu costruita cento anni dopo. |
|      | Paesaggi del moler del Limfjord | Jutland Centrale, Jutland Settentrionale | Naturale (5474; viii, ix)        | 08/01/2010 | La diatomite argillosa comunemente nota come "farina fossile" (Moler) si trova solo in località nella regione occidentale del Limfjorden nel nord-ovest della Danimarca, i depositi più grandi e impressionanti sono quelli sulle due isole di Mors e Fur. Filoni più piccoli si trovano nelle aree circostanti di Thy (Silstrup), Salling (Junget) e Himmerland (Ertebølle). |
|      | Il patrimonio marittimo della città vecchia e del porto di Dragør - Una "città skipper" dell'era dei grandi velieri nel XVIII e XIX secolo | Dragør                                   | Culturale (6375; ii, iii, iv, v) | 31/01/2019 | Il centro storico e il porto di Dragør rappresentano un elemento del patrimonio culturale mondiale che riflette il modo in cui vivevano le persone comuni durante il periodo di massimo splendore dei velieri nel XVIII e XIX secolo. La città e il porto insieme costituiscono ancora oggi un ambiente fisico culturale eccezionalmente ben conservato che mostra chiaramente le condizioni di vita e l'organizzazione culturale di una comunità marittima che era stata costruita ed era fiorita intorno al trasporto marittimo. Dragør può quindi essere descritta come una "città skipper", ovvero un insediamento storico con una cultura marittima specializzata nella prima forma di spedizioni marittime imprenditoriali. |